# Impresa Tudini & Talenti
Impresa Tudini & Talenti è stata una grande impresa edile italiana di importanza nazionale, nota per le grandi opere pubbliche eseguite in ogni campo. Costituita nel 1924 dall'ing. Giuseppe Tudini e dall'ing. Achille Talenti come Società Anonima Tudini e Talenti, si affermò rapidamente.

## Storia
Tra le opere realizzate si ricordano il convitto scuola "Principe di Piemonte" di Anagni per orfani d'impiegati Enti Locali, il ponte di Mezzocammino e il ponte sul fiume Devoli, in Albania, costruito al seguito delle truppe operanti nella campagna di Grecia. L'Impresa Tudini e Talenti concluse inoltre i lavori di scoprimento del Mausoleo di Augusto, nonché i lavori di impermeabilizzazione delle gallerie del monte Soratte. Ancora a Roma, il Palazzo dell'Anagrafe e dei Tributi (progetto di Guidi e Valle del 1936, realizzato dal Governatorato di Roma, affidando nel luglio dello stesso anno alla Società Anonima Impresa Tudini e Talenti la sola edificazione del palazzo).
Una componente essenziale dell'attività dell'impresa derivava dall'appalto ottenuto dal Comune per servizi per la nettezza urbana. Alla fine degli anni cinquanta l'Impresa Tudini & Talenti ebbe l'autorizzazione da parte del Comune di Roma di poter costruire sui propri terreni abitazioni, scuole, parchi, negozi, uffici ed altre strutture di pubblica utilità: in questo modo nacque il quartiere Talenti.
Un mezzo della Tudini & Talenti per il ritiro della nettezza urbana appare nel film Ladri di biciclette di Vittorio De Sica.

## Galleria d'immagini

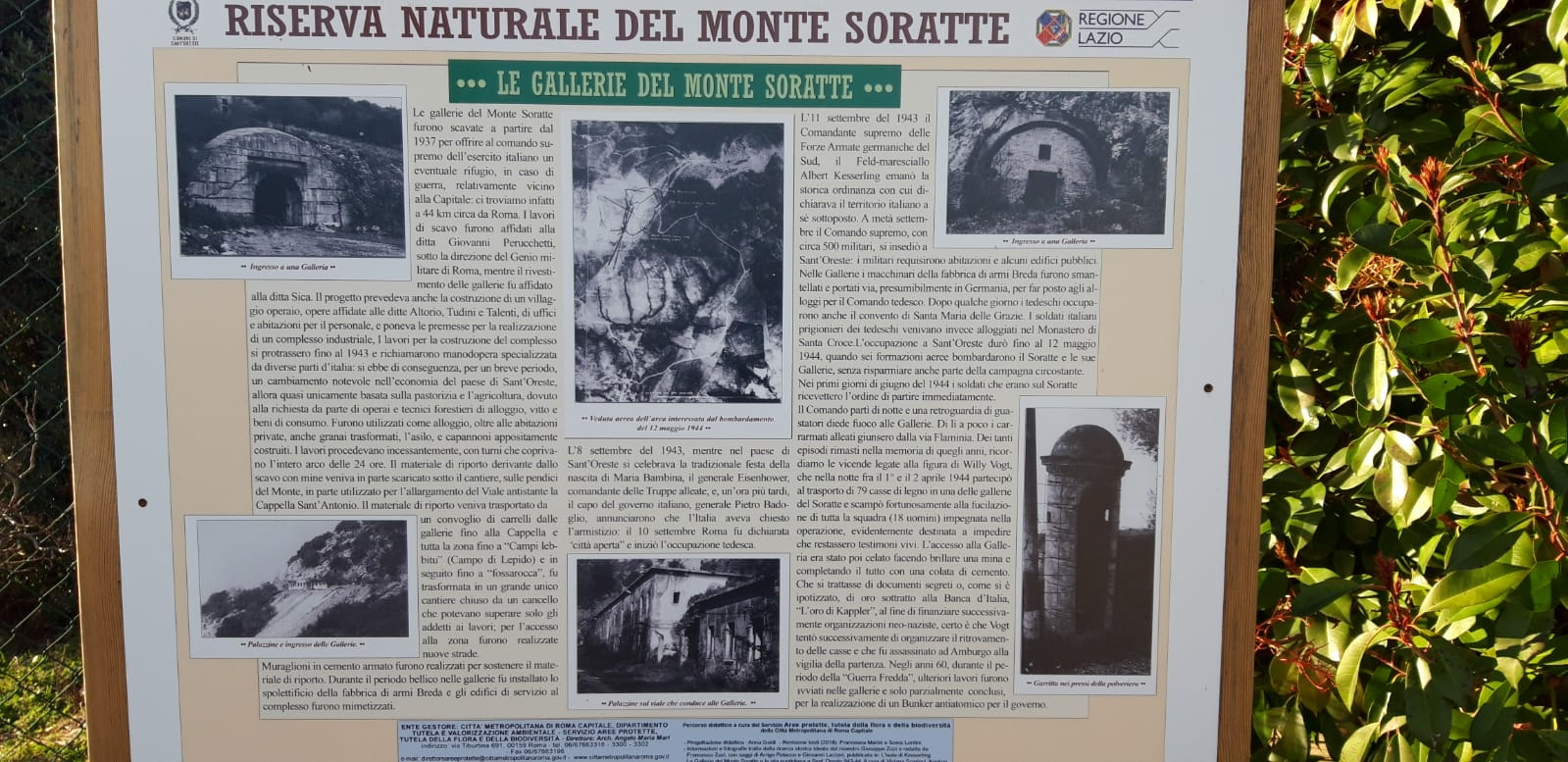
Complesso delle gallerie del monte Soratte. Nel cartello si legge testualmente: «Il progetto prevedeva anche la costruzione di un villaggio operaio, opere affidate alle ditte Altorio, Tudini e Talenti, di uffici e abitazioni per il personale, e poneva le premesse per la realizzazione di un complesso industriale.»
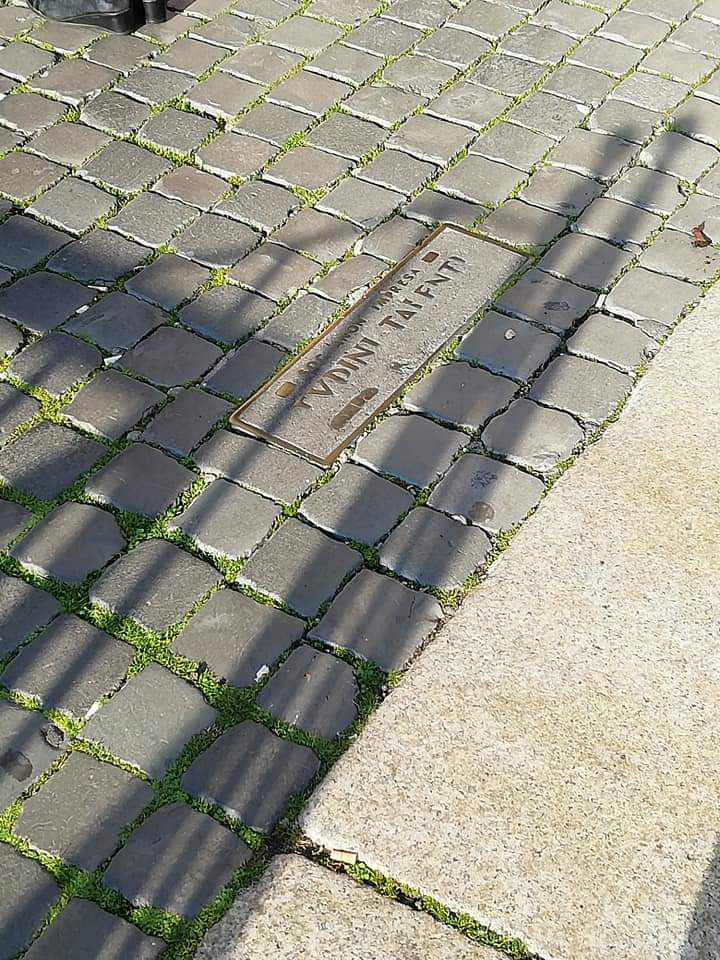
Pavimentazione stradale eseguita dall'Impresa Tudini e Talenti in Piazza San Pietro.
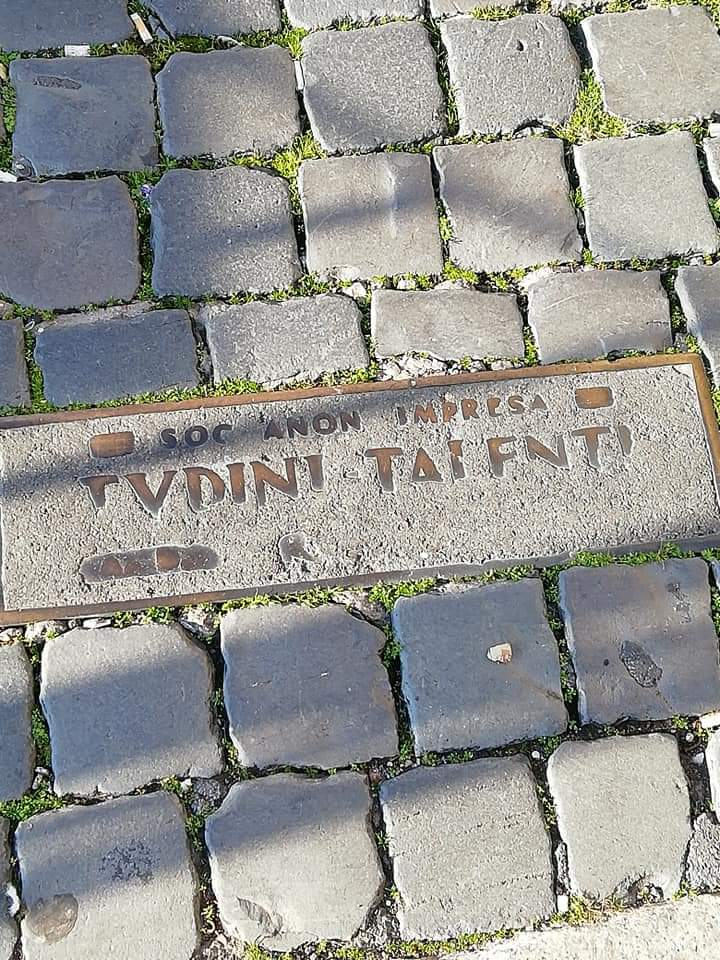
Pavimentazione stradale eseguita dall'Impresa Tudini e Talenti in Piazza San Pietro.